# Wheelock and Company
Wheelock and Company ist ein chinesisches Immobilien- und Finanz-Unternehmen mit Firmensitz in Hongkong. Es besitzt verschiedene Immobilien in Hongkong, China und Singapur.
Eine Tochtergesellschaft des Unternehmens ist der Mischkonzern The Wharf und notiert an der Hong Kong Stock Exchange.

## Geschichte
Die Unternehmensgeschichte reicht bis in das 19. Jahrhundert zurück. Der heutige Konzern entstand 1927 durch Fusion von der Unternehmen Marden and Company und Wheelock. Geleitet wird das Unternehmen von Peter K. C. Woo. Ein Tochterunternehmen ist unter anderem das 1972 gegründete Unternehmen Wheelock Properties in Singapur.